# Combre
Combre é uma comuna francesa na região administrativa de Auvérnia-Ródano-Alpes, no departamento de Loire. Estende-se por uma área de 4,01 km². Em 2010 a comuna tinha 443 habitantes (densidade: 110,5 hab./km²).